# Fulgora graciliceps
Fulgora graciliceps är en insektsart som beskrevs av Blanchard 1849. Fulgora graciliceps ingår i släktet Fulgora och familjen lyktstritar. Inga underarter finns listade i Catalogue of Life.